# デキストラン70

デキストラン70は血液量を増やすために静脈注射により投与される液体の一種である。具体的には出血や火傷などですぐにでも輸血が必要なショック状態の患者に用いられる。デキストラン70によって血液量は増えるが、運ばれる酸素の量が増えるわけではない。

主な副作用は嘔吐、発熱、関節痛である。その他の副作用にはアレルギー反応、血液凝固の低下があげられる。腎不全や重度の心不全または血液凝固障害の患者への投与は勧められない。さらに、妊娠中のヒトへの投与も勧められない。デキストラン70の作用は血管外空間から液体を集め血管に流し込むことで血液量を増やす。
デキストラン70は1947年に医療薬とし承認された。世界保健機関の必須医薬品リストに掲載されており、最も効果的で安全な保健制度に必要な医薬品である。開発途上国での卸値は500mlにつき＄4.10～5.25米ドルである。英国の国民保健サービスにかかる1投与の費用は約57.00ポンドである。米国での1投与の費用は約＄25～50米ドルである。生理食塩水またはグルコース溶液のいずれかに混ざったものが市販されている。